# متوسطة الحرارة

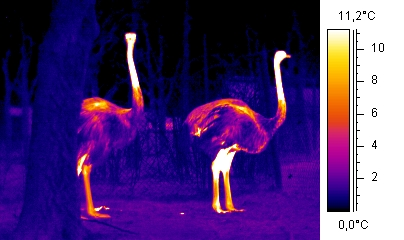
طائر النعام

متوسطة الحرارة أو ذوات الدم الفاتر (بالإنجليزية: Mesotherm)‏، هي نوع من الكائنات القادرة على رفع دراجة حرارة جسمها فوق درجة حرارة محيطها للحفاظ على نشاطها، وهي حالة وسط بين داخلية الحرارة وخارجية الحرارة. وتملك هذه النوع من الكائنات خاصتين مميزتين وهما ارتفاع درجة حرارة الجسم عن طريق الإنتاج الأيضي للحرارة وضعف أو غياب السيطرة الأيضية لدرجة حرارة الجسم معينة. 